# T38 Stilet
Die T38 Stilet (russisch Т-38 Стилет) ist ein Flugabwehrraketensystem, das vom belarussischen UnternehmenTetraedr entwickelt und hergestellt wird. Es ist eine Weiterentwicklung des sowjetischen 9K33-Osa-Upgrade-Programms 9K33-1T Osa-1T.

## Technik
Das mobile T38-Flugabwehrraketensystem wurde entwickelt, um Armeeeinheiten, industrielle und militärische Einrichtungen vor Angriffen moderner Luftangriffswaffen zu schützen, die in niedrigen und mittleren Höhen fliegen. Hierbei soll es in der Lage sein, Ziele mit einem Radarquerschnitt von 0,03 m² zu erfassen. Die T38 kann Ziele während der Fahrt erfassen und identifizieren, das Abfeuern der Lenkflugkörper erfolgt jedoch bei Stillstand. Das T38-System umfasst eine umfangreiche Modernisierung des veralteten 9K33-Osa-Waffensystems, wobei die digitale Hardware einen Großteil des ursprünglichen „Land Roll“-Radarsystems ersetzt und ein rechnergestütztes System das automatische CLOS-Raketenleitsystem unterstützt. Das Upgrade umfasst zusätzlich moderne Bedienpulte und Displays sowie ein neues elektro-optisches Zielverfolgungssystem. Das T38 Stilet ist in seiner Fähigkeit, mehrere Ziele gleichzeitig zu verfolgen und zu bekämpfen, im Vergleich zu den in Russland gebauten Phased-Array-Systemen 9K330 Tor und 96K6 Panzir jedoch begrenzt.

## Waffenplattform
Eine T38-Batterie umfasst vier Startfahrzeuge und diverse Begleitfahrzeuge.
Flugabwehrrakete T382
Die T382-Rakete ist 3,2 m lang und wiegt 126,3 kg, der HE-Sprengkopf davon 23 kg. Transportiert werden die Flugkörper in zylinderförmigen Containern auf dem Trägerfahrzeug, aus welchen auch der Start erfolgt. Ein Gefechtsfahrzeug kann bis zu acht Raketen mit sich führen. Der Lenkflugkörper erreicht bis zu 900 m/s oder Mach 2,5. Sie wird vom Tor aus, das die Flugbahnen von Ziel und Rakete verfolgt, über zusätzliche Impulse im Signal des Feuerleitradars ferngesteuert und kann dabei mit bis zu 40 g manövrieren. Der Sprengkopf wird durch einen Radar-Näherungszünder gezündet. Ein T382-Lenkflugkörper soll eine prozentuale Treffer-Wahrscheinlichkeit von bis zu 90 % gegen verschiedene Luftziele haben.
Startfahrzeug T381 
Das Startfahrzeug T381 basiert auf einem geländegängigen LKW des Typs MZKT-692220 (6×6) des belarussischen Fahrzeugbauers Minski Sawod Koljosnych Tjagatschei. Das Fahrzeug ist mit einem russischen JaMZ-7513.10-Dieselmotor ausgestattet, der eine Leistung von 420 PS erbringt. Neben der Aufklärungsstation mit Kennungsgerät befinden sich maximal acht T382-Raketen, die in einer 2×2-Konfiguration links und rechts neben der Antennenanlage in Startbehältern angebracht sind. Alternativ ist möglich, 9M33M2/3-Raketen des Osa-Komplexes zu starten. Auf der Straße wird – laut Hersteller – eine Höchstgeschwindigkeit von 80 km/h erreicht.
Weitere Begleitfahrzeuge
| Bezeichnung               | Aufgabe |
| ------------------------- | --- |
| T383                      | Transport- und Ladefahrzeug, ausgestattet mit einem Ladekran und bis zu 24 Flugkörper und bis zu 1000 Liter Treibstoff für das MZKT-Startfahrzeug. |
| T384                      | Funk-Ausrichtungsfahrzeug (AV) |
| T385, T386, T387 und T388 | Wartungsfahrzeuge für Fahrzeuge, Raketen und sonstige Ausrüstungsgegenstände                                                                       |

## Export
Das System wird auf Rüstungsmessen vorgestellt, so wurde eine frühe Version der T38 Stilet auf der Messe IDEX 2011 in den Vereinigten Arabischen Emiraten angeboten. Exportiert wurde es bis dato nachweislich nach Aserbaidschan.